# Добеле

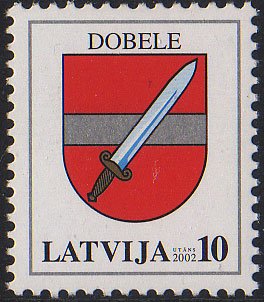
Герб города на почтовой марке
2002 года

До́беле (латыш. Dobeleо файле; до 1918 года — Доблен, нем. Doblen) — административный центр Добельского края Латвии.

## География
Расположен в Земгале, почти в центре Латвии, на берегу реки Берзе внутри кратера Добеле.

## История
Название города Доблен впервые упоминается в «Договоре о разделе Земгале» от 4 апреля 1254 года, но ещё до этого уже существовала первая, деревянная крепость, которую сожгли во времена Ливонской войны (1558—1583 гг.), и на её месте уже Ливонским орденом возведена вторая, каменная крепость, при которой образовался небольшой ремесленный посёлок. Руины крепости сохранились до наших дней, в 2002 году была проведена их консервация.
В 1495 году началось строительство церкви, при ней же образовалась торговая площадь. В XVII веке, во время правления герцога Якова Кеттлера здесь построили водяную мельницу и лесопилку, льносушильню, а в 1929 году через Добеле проложили железнодорожную линию Елгава (Митава) — Лиепая (Либава).

## Экономика
В Добеле действуют крупные предприятия: предприятие по переработке зерновых «Добелес дзирнавниекс», химический завод «Spodrība», завод свечей Baltic Candles. Действует Латвийский земледельческий институт, хорошо развиты средства связи, практически к каждому дому проведён Интернет, есть филиалы двух банков (SEB и Swedbank).

## Образование
В городе действуют 5 общеобразовательных школ (включая государственную гимназию), 4 детских сада, музыкальная школа и школа изобразительных искусств, профессионально-техническое училище.

## Население
|               | 1840 | 1881 | 1914 | 1915 | 1925 | 1935 | 1943 | 1959 | 1979  | 1989  | 1997  | 2002  | 2007  | 2010  | 2014  |
| ------------- | ---- | ---- | ---- | ---- | ---- | ---- | ---- | ---- | ----- | ----- | ----- | ----- | ----- | ----- | ----- |
| Число жителей | 100  | 1083 | 2000 | 375  | 1551 | 2470 | 2650 | 6246 | 13027 | 15023 | 12668 | 11446 | 10987 | 10630 | 10491 |

В настоящее время[какое?] латыши составляют 75,5 % от общего количества жителей, на втором месте по численности русские — 14 %, далее белорусы — 3,3 %, литовцы — 2,3 %, украинцы — 1,8 %, поляки — 1,5 % и другие национальности — 1,6 %.

## Транспорт

### Железнодорожный транспорт
Станция Добеле на линии Елгава — Лиепая.

### Автодороги
Через город проходит региональная автодорога P97 Елгава — Добеле — Аннениеки. В Добеле начинаются региональные автодороги P102 Добеле — Яунберзе и P103 Добеле — Бауска.

## Праздники и события
- Праздник Добельского края «Пусть звучит Добельский край»[7]
- Праздник старого замка
- Праздник сирени[8]
- Яблочный фестиваль
- Слёт Снеговиков[9]

## Галерея

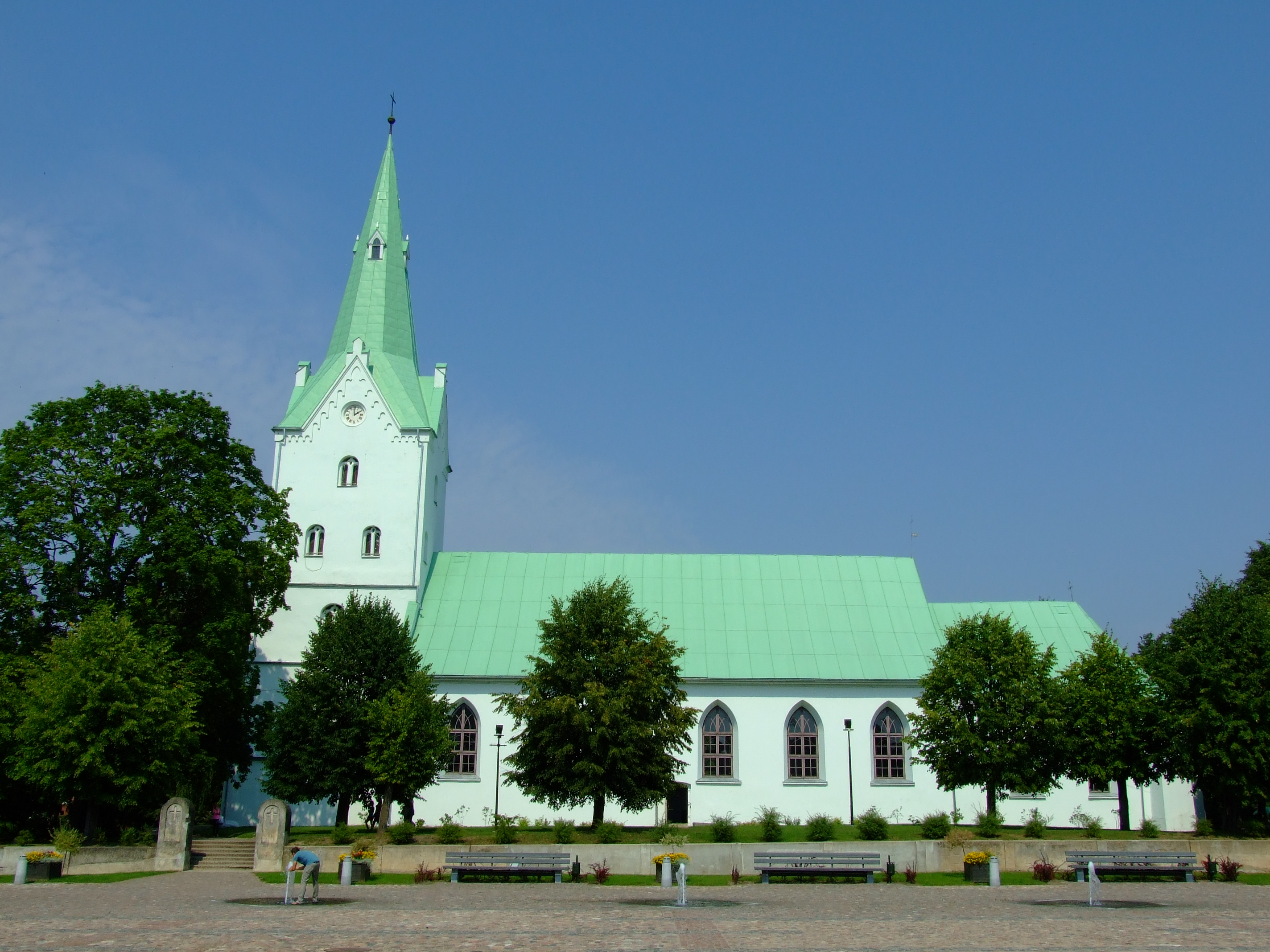
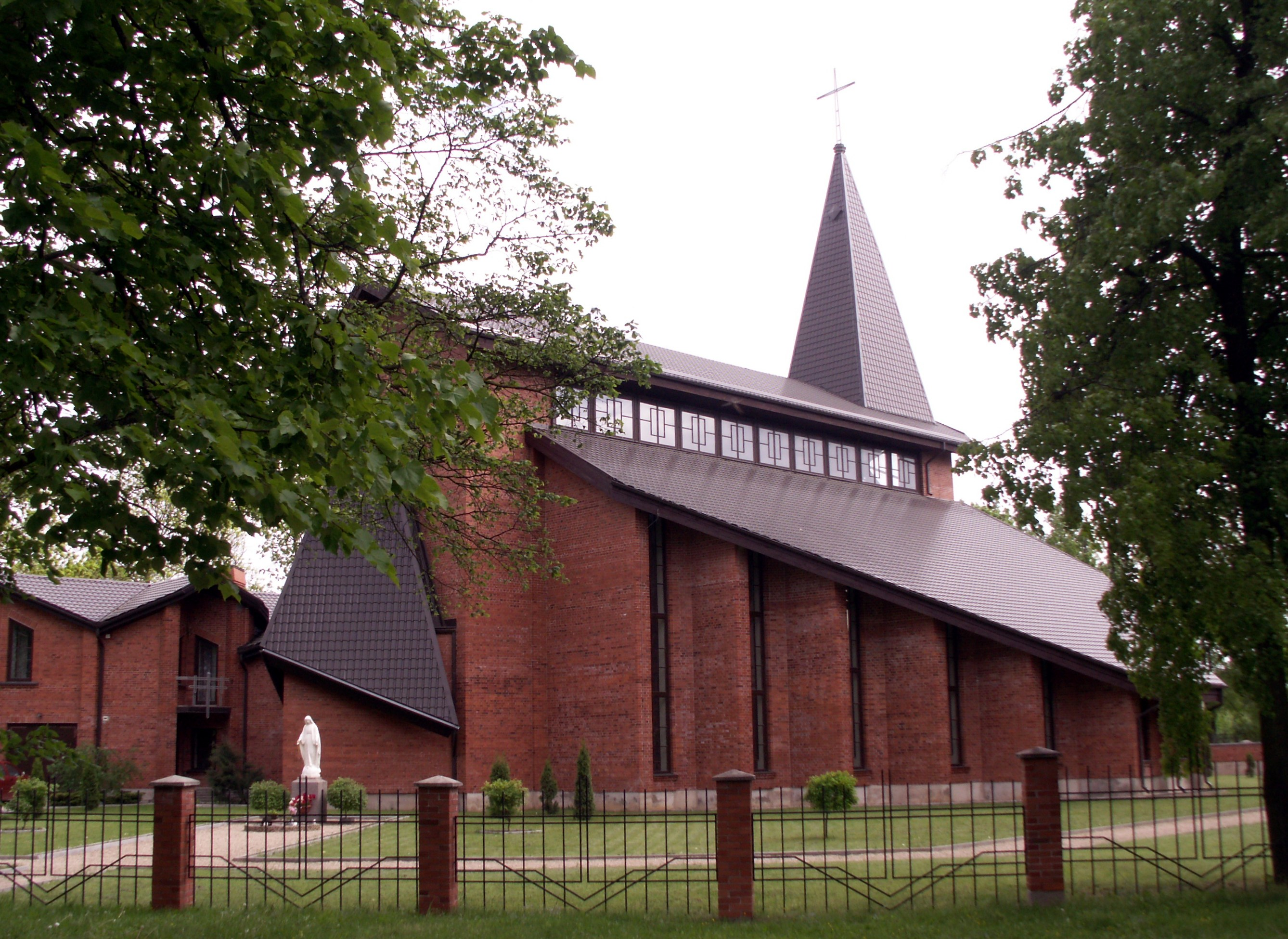
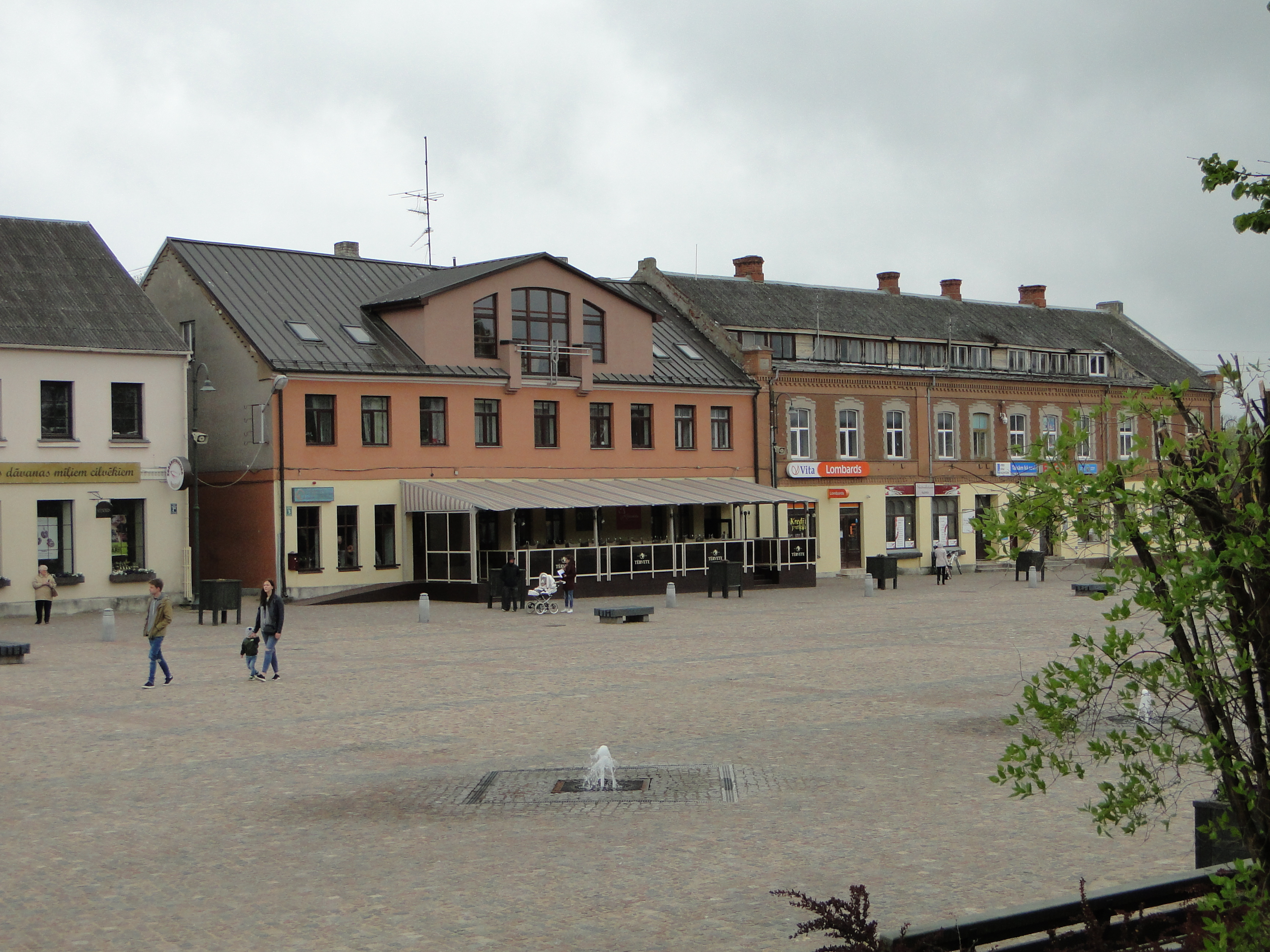

## Города-побратимы
- Энгельхольм, Швеция
- Альтенбург, Германия
- Шмёльн, Германия